# Raymond Smith Dugan
| 497 Iva         | 4 novembre 1902   |
| 503 Evelyn      | 19 gennaio 1903   |
| 506 Marion      | 17 febbraio 1903  |
| 507 Laodica     | 19 febbraio 1903  |
| 508 Princetonia | 20 aprile 1903    |
| 510 Mabella     | 20 maggio 1903    |
| 511 Davida      | 30 maggio 1903    |
| 516 Amherstia   | 20 settembre 1903 |
| 517 Edith       | 22 settembre 1903 |
| 518 Halawe      | 20 ottobre 1903   |
| 519 Sylvania    | 20 ottobre 1903   |
| 521 Brixia      | 10 gennaio 1904   |
| 523 Ada         | 27 gennaio 1904   |
| 533 Sara        | 19 aprile 1904    |
| 534 Nassovia    | 19 aprile 1904    |
| 535 Montague    | 7 maggio 1904     |

Raymond Smith Dugan (30 maggio 1878 – 31 agosto 1940) è stato un astronomo statunitense.
Ottenuta la laurea nel 1899 e il master nel 1902 nel college di Amherst, successivamente si trasferì all'Università di Heidelberg dove raggiunse il Ph.D nel 1905 con una dissertazione sull'ammasso delle Pleiadi (Helligkeiten und mittlere Örter von 359 Sternen der Plejaden-Gruppe ). Faceva parte del gruppo di allievi di Max Wolf, tra cui Paul Götz, Joseph Helffrich, Franz Kaiser, Karl Wilhelm Reinmuth, Emil Ernst, Alfred Bohrmann, che all'epoca si rese protagonista di numerose scoperte di asteroidi.
Tornato negli Stati Uniti nel 1905, lavorò all'Università di Princeton, diventando assistente nel 1909 e professore nel 1920.
Nel 1927 diede alle stampe, in collaborazione con Henry Norris Russell e John Quincy Stewart, il testo Astronomy: A Revision of Young’s Manual of Astronomy che rimase il testo di riferimento in materia fino agli anni quaranta del XX secolo. Il testo era organizzato in due volumi: il primo dedicato al sistema solare e il secondo all'astrofisica e all'astronomia stellare.
Il Minor Planet Center gli accredita la scoperta di sedici asteroidi, effettuate tra il 1902 e il 1904.
L'asteroide 2772 Dugan  e il cratere Dugan sulla Luna sono così chiamati in suo onore.